# Doleschallia iwasakii
Doleschallia iwasakii är en fjärilsart som beskrevs av Matsumura 1929. Doleschallia iwasakii ingår i släktet Doleschallia och familjen praktfjärilar. Inga underarter finns listade i Catalogue of Life.